# Siegfried Schneider
Siegfried Schneider (Forst, Alemania, 12 de noviembre de 1939) es un exjugador profesional y exentrenador de voleibol alemán.

## Trayectoria

### Jugador
Schneider empieza a jugar con 13 años en el equipo juvenil de su ciudad el Niederlausitz Volleybal y en 1956 ficha por el club más importante de Alemania Oriental, el SC Leipzig donde transcurre toda su carrera como jugador hasta el 1972. En 16 años gana diez veces el campeonato de la RDA, dos veces la copa nacional y la Champions League de 1963/1964 derrotando en dos partidos los croatas del Mladost Zagreb.
Con la selección de voleibol de la República Democrática Alemana gana el mundial de Bulgaria de 1970 y también participa en los Juegos Olímpicos de México 1968 y de Múnich 1972 donde se lleva la medalla de plata tras sufrir una derrota por 3-1 por mano de Japón.
En 2009 es incluido en la Volleyball Hall of Fame.

### Entrenador
Entre 1973 y 1982 ha sido el entrenador del mismo SC Leipzig logrando ganar otros cinco campeonatos de la RDA.

## Palmarés

### Jugador
- Campeonato de la República Democrática Alemana (10): 1962/1963, 1963/1964, 1964/1965, 1965/1966, 1966/1967, 1967/1968, 1968/1969, 1969/1970, 1970/1971, 1971/1972
- Copa de la República Democrática Alemana (2)  : 1965/1966, 1966/1967
- Champions Legue (1) : 1963/1964

### Entrenador
- Campeonato de la República Democrática Alemana (5): 1972/1973, 1973/1974, 1974/1975, 1975/1976, 1981/1982